# 日本食品機械工業会
一般社団法人日本食品機械工業会（にほんしょくひんきかいこうぎょうかい、略称：日食工、英語表記：The Japan Food Machinery Manufacturers' Association）は、日本の食品機械製造企業をおもに会員とする業界団体。

## 概要
食品製造プロセスを通じ、食品産業の活性化促進、安全・衛生的な商品の提供、国民の食生活向上に寄与することを目的としており、主催するFOOMA JAPANは食品製造プロセスを支える機械・装置全体を網羅した総合展示会である。正会員は233社・2団体、賛助会員は235社（２０２３年８月現在）。
機関誌「ふーま」を年4回、FOOMA技術ジャーナルを年2回発行している。

## 所在地
〒108-0023　東京都港区芝浦3-19-20 ふーまビル

## 沿革
- 1948年　全国食糧機械製造業者懇談会として発足[4]
- 1954年　日本食糧機械工業会と改称し、中央団体として改組
- 1967年　社団法人として認可を受ける
- 1972年　現在の名称に変更
- 2012年　一般社団法人に移行

## 事業内容
- 食品機械の安全・衛生化推進、技術開発・研究調査事業[5]
- 展示会事業（FOOMA JAPANの開催）
- 人材育成事業（FOOMAアカデミー（技術・経営管理）の開催）
- 国際交流・輸出振興事業
- 広報・出版事業（機関誌「ふーま」、FOOMA技術ジャーナル）